# Willy Huerta
Willy Arturo Huerta Olivas (Lima, 15 de septiembre de 1962) es un administrador, abogado y político peruano. Fue ministro del Interior entre julio y diciembre de 2022 durante el gobierno de Pedro Castillo.

## Biografía
Willy Arturo nació el 15 de septiembre de 1962 en el distrito peruano de Lima. 
Se licenció en Administración por la Universidad Nacional José Faustino Sánchez Carrión y posteriormente cursó una especialización en Administración por la Universidad San Francisco de Quito (Ecuador). También tiene una licenciatura en Administración y Ciencias Policiales de la Policía Nacional del Perú.
Cursó la carrera de Derecho en la Universidad Alas Peruanas, tras lo cual se graduó como magíster en Docencia Universitaria e Investigación Pedagógica y luego como doctor en Gestión y Ciencias de la Educación por la Universidad San Pedro. 
Ha obtenido un posgrado en Derecho Administrativo y Gestión Pública por la Universidad de San Martín de Porres.

## Trayectoria
Huerta fue director de Asuntos de la Iglesia Católica de la Dirección General de Justicia y Libertad Religiosa del Ministerio de Justicia y Derechos Humanos.

### Ministro del Interior
El 19 de julio de 2022, fue nombrado y posesionado por el presidente Pedro Castillo como ministro del Interior del Perú. Participó en el intento de golpe de Estado al poner en contacto telefónico al comandante general de la Policía Nacional del Perú, Raúl Enrique Alfaro con Pedro Castillo, para que ejecute la orden del cierre del congreso y la detención de la Fiscal de la Nación.
Tras la caída del Gobierno de Pedro Castillo, se le acusó de haber participado en el intento de autogolpe de Estado de Pedro Castillo, y fue acusado de los delitos de conspiración y rebelión. El Congreso levantó su inmunidad de alto funcionario a pedido de la fiscalía de la nación junto con la de la ex primera ministra, Betssy Chávez y del exministro de comercio, Roberto Sánchez